# 稲葉俊一
稲葉 俊一（いなば しゅんいち、1982年12月22日）は日本の俳優。TEAM HANDY所属。

## 人物・来歴
埼玉県出身。身長170cm。私立自由の森学園卒業。舞台芸術学院、文学座付属演劇研究所研修科卒業後、TEAMHANDYに所属し舞台を中心に活動している。
また、ゼータクチク立ち上げメンバーである。

## 趣味
- 写真撮影、絵画、スキー

## 出演

### 舞台
TEAM HANDY ゼータクチク公演
- ツキシロノムコウ

(演出・亀山ゆうみ   新宿村LIVE) 2009年
- 続ツキシロノムコウ

(演出・亀山ゆうみ サイコモネスタジオ) 2010年
- ツキシロノムコウ流転

(演出・鐘下辰男   八幡山ワーサルシアター) 2014年
- ワンス・アポン・ア・タイムin京都Ⅲ～錦小路の素浪人～

(演出・鐘下辰男  新宿SPACE雑遊) 2017年
- forget-me-not

(演出・高橋正徳) 2016年
- 春宵・読ミビトツドイテ

(演出・わかぎゑふ) 2017年
- 鍵穴

(演出・亀山ゆうみ) 2017年
- SNOOKER

(演出・贅沢地区) 2018年
- 贅沢地区平成短編集

(演出・贅沢地区) 2019年
外部公演
- インパラプレパラート　ウエスタン辞典には書いていない拳銃の作り方

(新宿シアターモリエール) 2007年11月29日-12月2日
- インパラプレパラート　笑われガスター

(中野ザ・ポケット) 2008年
- 肝っ玉おっ母とその子どもたち

(演出：西川信廣 シアター1010) 2008年
- HUSTLE MANIA エスペランサ,89

(池袋シアターグリーン) 2009年
- HUSTLE MANIA 拝啓、道半ばより

(池袋シアターグリーン) 2010年6月3日-6月6日
- ジャンヌ・ダルク

(演出：白井晃、脚本：中島かずき(劇団☆新感線)、主演：堀北真希、東京赤坂ACTシアター・梅田芸術劇場) 2010年
- 天守物語

(演出:白井晃、新国立劇場) 2011年11月5日-20日
- 『十三人の刺客』

(演出:マキノノゾミ、赤坂ACTシアター、新歌舞伎座) 2012年8月
- 二都物語

(演出:板垣恭一、脚本:土田英生、東京東急シアターオーブ) 2013年4月3日 -30日
- 真田十勇士

(演出：宮田慶子、作：中島かずき、赤坂ACTシアター・中日劇場・梅田芸術劇場メインホール) 2013年8月-10月
- 三文オペラ

(演出:宮田慶子、新国立劇場中劇場) 2014年9月10日-9月28日
- ジャンヌ・ダルク

(演出：白井晃、2014年10月7日-24日 赤坂ACTシアター、11月15日-18日 オリックス劇場、11月23日-24日 KAAT神奈川芸術劇場) 
- 東海道 四谷怪談

(演出:森新太郎、新国立劇場) 2015年
- 真田十勇士

(演出:宮田慶子、赤坂ACTシアター/名古屋・中日劇場/大阪・梅田芸術劇場メインホール/福岡・キャナルシティ劇場) 2015年1月-2月
- 三匹のおっさん

(演出：田村孝裕、明治座/中日劇場/新歌舞伎座/博多座/はつかいち文化ホール・さくらぴあ大ホール/アルファあなぶきホール・大ホール) 2015年9月4日-12月1日
- 小春穏沖津白波

(国立劇場) 2016年
- かぐや姫伝説より「月・こうこう，風・そうそう」

(演出：宮田慶子、作：別役実、新国立劇場小劇場) 2016年7月13日-31日
- 俺節

(演出:福原充則、2017年5月28日-6月18日 赤坂ACTシアター、6月24日-30日 オリックス劇場)
- フランケンシュタイン～或いは現代のプロメテウス～

(演出:鐘下辰男) 2018年
- カリギュラ

(演出：栗山民也、2019年11月9日-24日 新国立劇場中ホール、11月29日-12月1日 久留米シティプラザ ザ・グランドホール、12月5日-8日 神戸国際会館 こくさいホール、12月13日-15日 仙台銀行ホールイズミティ21 大ホール)
- ミュージカル『衛生』〜リズム＆バキューム〜

(演出:福原充則、2021年7月9日-25日 TBS赤坂ACTシアター、7月30日-8月1日 オリックス劇場、8月9日-11日 久留米シティプラザ) 
- 我善導をおもしろがる会 vol.3 『？人のおもしろがれない大人たち』

(脚本・演出：山崎洋平、2022年5月17日-22日 新宿シアタートップス) 
- 閃光ばなし

(演出:福原充則、2022年9月26日-10月2日 ロームシアター京都、10月8日-29日 東京建物 Brillia HALL)
- キ上の空論 #17 狂愛と共生の三部作　第三弾 ピーチの果て、ビーチのアビス、つまりはノーサイド

(シアターサンモール) 2022年12月15日-21日
- ナイン

（すみだパークシアター倉）2024年8月21日 - 25日
- 中村仲蔵 〜歌舞伎王国 下剋上異聞〜

（上海交通銀行前滩31文化芸能センター・大劇場）2025年9月13日 - 21日〈予定〉

### 映画
- 任侠ヘルパー（2012年）
- サイレントムービー（2021年）

### テレビドラマ
- わたしたちの教科書 (2007年4月12日-6月28日、フジテレビ)
- 喰いタン2 (2007年4月14日 - 6月23日、日本テレビ)
- 有閑倶楽部 (2007年10月-12月、日本テレビ)
- ごくせん 第3シリーズ (2008年4月19日-6月28日、日本テレビ)
- あの日、僕らの命はトイレットペーパーよりも軽かった〜カウラ捕虜収容所からの大脱走〜 (2008年7月8日、日本テレビ)
- サムライ・ハイスクール (2009年、日本テレビ)
- BOSS 2ndシーズン (2011年4月 - 6月、フジテレビ)
- 悪夢ちゃん (2012年　日本テレビ)

### Youtube
・無題FILMS 朝までロックンロール (2019年)